# Стено (кинорежиссёр)
Сте́но (итал. Steno), настоящее имя Сте́фано Вандзи́на, итал. Stefano Vanzina; 19 января 1917, Рим — 13 марта 1988, Рим) — итальянский кинорежиссёр-комедиограф, отец кинорежиссёра Карло Вандзины.

## Биография
Сын известного журналиста, рано потерял отца. Изучал право, но университетского курса не окончил. Долгие годы сотрудничал с Марио Моничелли, с которым снял комедии с Тото. Расставшись с Моничелли, продолжил снимать комедии с Тото, а также с Альберто Сорди.
Избрал псевдоним в честь писательницы и журналистки Флавии Стено (1877—1946), чья юмористическая проза была чрезвычайно популярной в Италии первой половины XX в.

## Избранная фильмография
- 1949 — Тото ищет квартиру
- 1950 — Собачья жизнь
- 1951 — Полицейские и воры, приз за лучший сценарий Каннского МКФ
- 1951 — Тото и императоры Рима
- 1952 — Тото в цвете
- 1952 — Тото и женщины
- 1954 — Один день в суде
- 1954 — Американец в Риме
- 1955 — Приключения Джакомо Казановы
- 1956 — Мой сын — Нерон / Mio figlio Nerone
- 1958 — Тото на Луне
- 1959 — Прохвосты
- 1959 — Тото в Мадриде
- 1960 — Мушкетёры моря
- 1962 — Дьявольский Тото
- 1968 — Каприз по-итальянски (новелла «Воскресное чудовище»)
- 1971 — Викинг, приходящий с юга
- 1973 — Мой брат Анастазия
- 1973 — По прозвищу Громила
- 1975 — Громила в Гонконге
- 1978 — Три тигра против трёх тигров
- 1979 — Доктор Джекил и милая дама
- 1982 — Бог их создаёт, а потом спаривает
- 1982 — Бонни и Клайд по-итальянски
- 1987 — Столичное животное